# Ампелозавр
Ампелозавр (лат. Ampelosaurus) — род завроподных динозавров из клады Lirainosaurinae, живших в времена позднемеловой эпохи (70—66 миллионов лет назад). Ископаемые остатки найдены на территориях нынешней южной Франции и центральной Испании. Род включает в себя единственный вид — Ampelosaurus atacis.

## История изучения
Ампелозавр — самый полно изученный и хорошо сохранившийся европейский титанозавр. Начиная с 1989 года было обнаружено почти 500 окаменелостей относящихся к данному роду. В 1995 году на юге Франции был обнаружен почти полный скелет этого динозавра. В 2005 году было составлено обобщающее научное описание завропода, в котором окаменелости разрозненных зубов и позвонков были сведены в единую систему и приписаны к виду Ampelosaurus atacis.
В 2007 году в местонахождении Ло-Уэко (Lo Hueco), что неподалёку от деревни Фуэнтес (Кастилия-Ла-Манча, Испания), был найден и описан Ampelosaurus sp.

## Палеоэкология
Местонахождение окаменелостей Ло-Уэко является одним из наиболее важных мест для изучения позднемеловой фауны континентальных позвоночных из Европы. Помимо остатков завропод, летопись окаменелостей теропод из этого местонахождения представлена немногочисленным изолированным посткраниальным материалом, который предварительно относится к абелизавридам и возможной гигантской птице, а также большим скоплением изолированных зубов, относящихся к разным кладам манирапторов.